# Valerie Dore
Valerie Dore est un projet musical d'italo disco, créé en 1984 par le producteur Lino Nicolosi (it). Ce nom est devenu le nom de scène de la chanteuse italienne Monica Stucchi.
Dora Carofiglio, chanteuse du groupe Novecento, prête sa voix dans les trois principaux titres (The Night, Get Closer, It's so easy).
Simona Zanini chante sur les trois titres suivants et participe ensuite à d'autres groupes, tels que Alba avec le morceau Only Music Survive, Topo & Roby avec Under the ice, Moon Ray avec Comanchero ou encore Angie avec le titre Clouds.
Pour les représentations scéniques et les clips vidéo, c'est Monica Stucchi (née le 28 mai 1963 à Milan) qui représente le groupe.

## Biographie
Des titres comme The Night et Get Closer sont classés au Top 50 dans de nombreux pays (Allemagne, Autriche, France, Italie, etc.), ou encore Lancelot, très bien classé en Suisse (no 10) et en Italie (no 9).

## Discographie

### Singles
- 1984 : The Night, (Merak Music)
- 1984 : The Night - Remix
- 1985 : Get Closer
- 1985 : It's So Easy
- 1985 : It's So Easy To Get Closer In The Night Megamix
- 1986 : Bow And Arrow
- 1986 : The Wizard
- 1986 : The Magic Rain
- 1985 : Guinnevere
- 1986 : King Arthur
- 1986 : Lancelot
- 1986 : King Arthur / The Battle
- 1986 : The Sword Inside The Heart
- 1986 : The End Of The Story
- 1986 : On The Run
- 1988 : Wrong Direction
- 1994 : The Night '94 (Excess ft. Valerie Dore)
- 2006 : How do I get to Mars?

### Albums
- 1986 : The Legend, (EMI Music)
- 1992 : The Best Of, (Golden-Dance-Classics)
- 2016 : Starcluster and Marc Almond (Duo Valerie & Marc)